# Plemyria tenebra
Plemyria tenebra är en fjärilsart som beskrevs av Inoue 1955. Plemyria tenebra ingår i släktet Plemyria och familjen mätare. Inga underarter finns listade i Catalogue of Life.